# Ninox theomacha
Ninox theomacha е вид птица от семейство Совови (Strigidae).

## Разпространение
Видът е разпространен в Индонезия и Папуа Нова Гвинея.